# Епідеміологія домашнього насильства

Жінки, які зазнали насильства з боку інтимного партнера, 2016 рік

Домашнє насильство вчиняється по всьому світу, у різних культурах і впливає на людей всіх економічних статусів. Домашнє насильство проти жінок відбувається століттями. Насильство проти жінок та дівчат визнане ВООЗ глобальною пандемію громадського здоров’я, коли 1 з 3 жінок у всьому світі зазнавала фізичного чи сексуального насильства протягом життя, хоча й не вважалося загальносвітовою проблемою до 1980-х.
Понад 120 мільйонів дівчат у всьому світі зазнали примусового статевого акту або іншого сексуального насильства у якийсь момент свого життя.
У світі понад 700 мільйонів нині живих жінок вступили в шлюб у дитинстві, 250 мільйонів з них до 15 років. Дівчата, які потрапляють у шлюб до 18 років, мають меншу ймовірність завершити освіту, більщк до домашнього насильства та ускладнень під час пологів.

## Характерні риси домашнього насильства
Домашнім насильством вважають будь-які фізичні, сексуальні та вербальні напади на людину, що погіршують самопочуття чи почуття довіри. Характерними рисами домашнього насильства є:

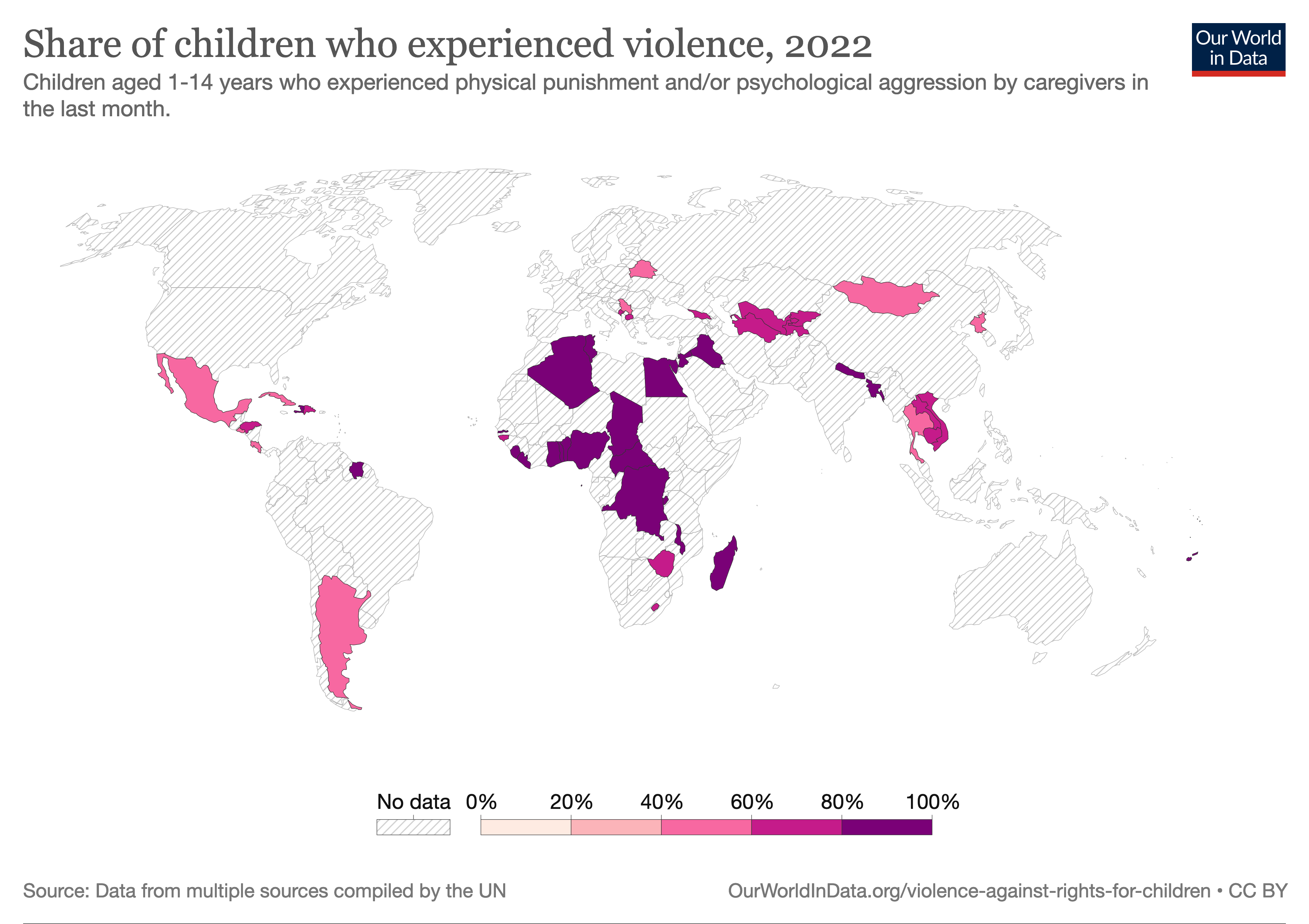
Діти, що зазнали насильства, 2022 рік

- Діти, що зазнали насильства, 2022 рікГлобальність. Близько 736 мільйонів жінок — майже кожна третя — принаймні раз у житті зазнавали фізичного та / або сексуального насильства з боку інтимного партнера, сексуального насильства з боку незнайомих чоловіків або обох.

- Насильство з боку інтимного партнера. Понад 640 мільйонів жінок віком від 15 років (26%) зазнали насильства з боку інтимного партнера.

- Феміцид. У 2023 році близько 51 100  жінок і дівчат у всьому світі вбиті їхніми інтимними партнерами або іншими членами родини. Тобто в середньому 140 жінок або дівчат щодня вбиває хтось із їхніх власних родин.[2]

У кількох дослідженнях показано, що нижчий соціально-економічний статус (безробіття, низький дохід) є факторами ризику домашнього насильства. 

## Стратегія припинення насильства проти жінок (англ. RESPECT)
Стратегія припинення насильства проти жінок включає 7 кроків:
- Зміцнення навичок спілкування (англ. R–elationship) (сексуальна освіта, феміністична педагогіка)
- Розширення прав і можливостей жінок (англ. E–mpowerment) (освіта жінок, гендерні квоти, планування сім'ї, контрацептивна безпека, безпечні аборти)
- Забезпечені сервіси (англ. S–ervices) (жіночі прихистки, психологічна, юридична допомога)
- Зниження бідності (англ. P–overty) (освіта жінок у STEM, рівна оплата за рівну працю, позитивні дії, відшкодування репродуктивної праці, безпечні декрети, менструальні відпустки)
- Покращення безпеки інтернет-середовища (англ. E–nvironments) (порноіндустрія, порнопомста, доксинг, цькування)
- Попередження жорстокого поводження з дітьми та підлітками (англ. C–hild) (насильство проти дітей, торгівля дітьми, дитяча проституція, дитяча порнографія, педофілія, сексуальне насильство над дітьми)
- Змінені установки, переконання та норми (англ. T–ransformed)[5] (мізогінія, сексизм, гендерні стереотипи та ролі, культура згвалтування, міфи про згвалтування)